# Donji Bjelovac
Donji Bjelovac – wieś w Chorwacji, w żupanii sisacko-moslawińskiej, w gminie Donji Kukuruzari. W 2011 roku liczyła 43 mieszkańców.